# FrostWire
FrostWire — свободный P2P-клиент для файлообменной сети Gnutella и BitTorrent. Программа написана на языке Java и является кроссплатформенным программным обеспечением, построенная на другом популярном клиенте Gnutella LimeWire. FrostWire является абсолютно бесплатной и распространяется под лицензией GNU General Public License.
Для работы в Windows, macOS и Linux требуется Java Runtime Environment.
Имеется бесплатная версия FrostWire для мобильных устройств на базе ОС Android, которая официально называется FrostWire for Android. Мобильный FrostWire работает только в собственной P2P-сети MetaFrost, оптимизированной для функционирования в условиях ограниченных ресурсов и несовместимой с Gnutella и BitTorrent. Создатели позиционируют мобильную версию FrostWire как «первую мобильную P2P-сеть на Земле».

## История
Проект был запущен в сентябре 2004 года разработчиками «открытого сообщества LimeWire», после того, как дистрибьютор LimeWire добавил блокировку в код для запрета загрузки нелицензионных файлов, под давлением RIAA. Вторая бета-версия FrostWire стал доступен осенью 2005 года.
Начиная с FrostWire 4.10.5, вышедшей в январе 2006 года, программа поодерживает macOS с процессорами Intel.
С версии 4.20.1, для работы с файлообменными сетями по протоколу BitTorrent, вместо скромной внутренней разработки LimeWire, стала использоваться упрощённая версия движка Vuze, поддерживающая бестрекерные торренты посредством Azureus DHT и Mojito DHT для Mac. В FrostWire 4.20.6 версия движка поднята до Vuze 4.4.0.0, в FrostWire 4.21.1 — до Vuze 4.5.0.4.
15 июня 2010 года вышла первая публичная версия FrostWire for Android 0.4.6. С 3 ноября 2010 года FrostWire for Android стала распространяться бесплатно.
В FrostWire 4.21.3 появилась возможность (вкладка «Phones and Tablets») без предварительной настройки находить и устанавливать соединение с устройствами с Android-версией FrostWire.

## Возможности
Возможности основной версии FrostWire:
- Полная совместимость и работа на Java-совместимой операционной системе.
- В отличие от LimeWire, которая распространялась в виде shareware и freeware версиях, FrostWire разрабатывается только как бесплатная альтернатива, которая поддерживается за счёт рекламных баннеров и опциональной панели инструментов для браузера.
- FrostWire включает в себя большую часть функциональных возможностей бесплатной версии LimeWire, а также некоторые из её платной версии, которые предоставляются разработчиками только за отдельную плату пользователям LimeWire.
- Вместо XMPP-чата LimeWire, в FrostWire используется онлайн-чат, недостатком которого являются отустствие возможности обмениваться файлами с «друзьями». Также, начиная с версии 4.13.1.7, в чат FrostWire была включена реклама, чтобы оплатить работу серверов.
- Все соединения зашифровываются с помощью алгоритма TLS для безопасной и надёжной работы.
- Работа с файлообменными сетями по протоколу BitTorrent с поддержой magnet-ссылок, UPnP, шифрованием обмена данными, поддержкой бестрекерных торрентов посредством DHT благодаря использованию в качестве движка Vuze.
- Внутренний поиск по легальным торрентам.